# 12935 Zhengzhemin
12935 Zhengzhemin è un asteroide della fascia principale. Scoperto nel 1999, presenta un'orbita caratterizzata da un semiasse maggiore pari a 2,3142140 au e da un'eccentricità di 0,0979268, inclinata di 5,82026° rispetto all'eclittica.
L'asteroide è dedicato al fisico cinese Zheng Zhemin.